# النيشان الوطني للاستحقاق (باراغواي)
النيشان الوطني للاستحقاق في باراغواي (بالإسبانية: Orden Nacional al Mérito) هو نيشان أنشئ في عام 1865، وتمنحه حكومة باراغواي لأي شخص أو منظمة ساهمت بطريقة ما في خدمة مصالح باراغواي في مختلف المجالات، والتي تشمل الثقافة، والإدارة، والعلوم، وغيرها.
أنشأ فرانسيسكو سولانو لوبيز نيشان الاستحقاق الوطني في 8 أبريل 1865، والذي استوحاه من وسام جوقة الشرف الفرنسية. وفي عام 1867، أعلن فرانسيسكو لوبيز عن إمكانية منح النيشان للنساء.

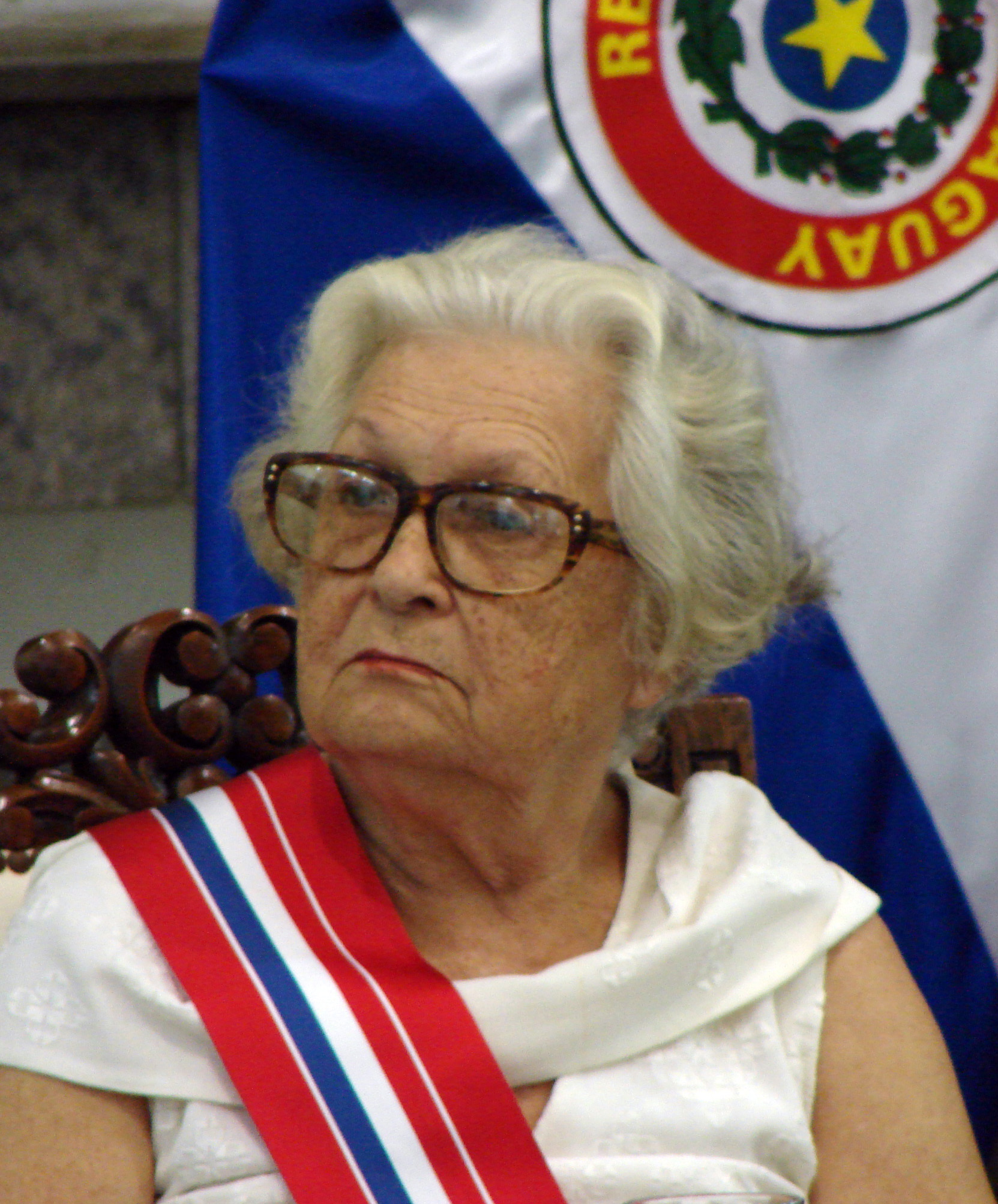
لوت شولتز الحاصلة على نيشان الاستحقاق الوطني الباراغواياني عام 2009.

مُنح النيشان الوطني الباراغواياني للاستحقاق في عدة درجات أعلاها هو نيشان الصليب الكبير، ويليه نيشان المسؤول الكبير، ثم نيشان القائد، ثم نيشان المسؤول، ثم نيشان الفارس كما حددها القانون رقم 394 الصادر في في 7 سبتمبر 1956 للأحكام المتعلقة بمنح وسام الاستحقاق الوطني.
يتألف نيشان الاستحقاق الوطني الباراغواياني من ميدالية على شكل نجمة خماسية كُتب على وجهها الأمامي وجود كلمتي الشرف والمجد، وعلى وجهها الخلفي كلمات الاستحقاق من الطبقة الأولى.

## أبرز الحاصلون على النيشان
| اسم الحاصل على النيشان | ملاحظات                                                                  |
| ---------------------- | ------------------------------------------------------------------------ |
| روا باستوس             | كاتب باراغواياني.                                                        |
| غيلدو إنسفران          | سياسي أرجنتيني.                                                          |
| شينيتشي كيتاوكا        | عالم سياسي ياباني بالنيابة عن الوكالة اليابانية للتعاون الدولي في جايكا. |
| أوزيبيو ليل            | مؤرخ كوبي.                                                               |
| خوسيه موخيكا           | سياسي ورئيس أوروغواياني.                                                 |
| الويسيو نونيس          | سياسي برازيلي.                                                           |
| بيرتا روجاس            | موسيقي باراغواياني.                                                      |
| لويس سزاران            | موسيقي باراغواي.                                                         |
| لوت شولز               | فنانة باراغواياني.                                                       |
| بيتر توملينسون         | أميرال جنوب أفريقي.                                                      |
| أوغستو بينوشيه         | ديكتاتور تشيلي.                                                          |
| الأمير فوميهيتو        | أمير أكيشينو وولي العهد الياباني.                                        |
| الأميرة ماكو           | أميرة يابانية السابقة من أكيشينو.                                        |